# Kaškejski jezik
Kaškejski jezik (kaskejski; ISO 639-3: zsk), jezik drevnih Kaškejaca, koji se govorio u drugom mileniju prije Krista u sjeveroistočnoj Anatoliji, današnja Turska. Jezik je ostao neklasificiran
.
Kaskejce, Kaske ili Kaškejce spominju stari hetitski i asirski tekstovi, a neki znanstvenici drže da su Kaski možda Hati ili barem njima srodna plemena.